# 마이키 (가수)
마이키(1980년 1월 30일~)는 대한민국의 남성 3인조 댄스 팝 음악 그룹 터보의 구성원이다.

## 학력
- 한국켄트외국인학교 고등부 (졸업)

## 터보 활동
- 1997년 기획사 오디션에서 3500:1의 치열한 경쟁상대를 제치고 터보 새 멤버로 영입돼서 그해 10월 3집(Born Again)으로 데뷔후 4.5집까지 활동함
- 2001년 4월 비자문제 및 소속사 계약만료를 마친 김종국의 탈퇴로 터보는 해체하였다.
- 2001년 6월에는 전멤버 김정남과 같이 기자회견에 참여후 터보 히스토리 앨범으로 마지막으로 거두었다.
- 2015년 12월, 터보의 재결합으로 다시 활동하기 시작하였다.

## 터보 해체 당시
- 2005년 10월 혼성3인조 그룹 M3 결성후 컴백후 히트곡 "사랑을해요" 활동했지만 남성보컬 국진욱(현재 windowpane 밴드 소속)이 개인사정으로 빠져 2인조 체제로 후속곡 "사랑했다" 활동함

- 터보시절 멤버 김종국과 재회해서 각종 시상식과 토크쇼에도 특별 출연했고 그뒤로는 연예계 활동을 하지 않았다.

- 2011년에는 터보 출신 김종국의 지원사격으로 싱글 ALL FOR YOU 로 다시 컴백하였으나, 이 후 그는 미국에서 보험일을 하며 보험왕에 도전중이었었다.